# Fluorodésoxyglucose (18F)
Le fluorodésoxyglucose (18F), abrégé en 18F-FDG ou 18FDG, est le 2-désoxy-2-(18F)fluoro-D-glucose, un analogue radiopharmaceutique du glucose dans lequel l'hydroxyle du carbone 2 du glucose est remplacé par du fluor 18, un radioisotope du fluor qui se désintègre en oxygène 18 par radioactivité β+ — c'est-à-dire en émettant des positrons — avec une période radioactive de 109,8 min.
Le sigle FDG seul désigne stricto sensu l'analogue non radioactif du glucose, substitué avec du fluor 19.

## Application médicale
Le 18F-FDG est utilisé comme traceur dans l'imagerie médicale par tomographie par émission de positons (TEP), une méthode de scintigraphie. Il est en effet métabolisé prioritairement par les cellules très consommatrices de glucose, notamment dans le cerveau et dans le foie, ainsi que par les cellules cancéreuses : il y est immédiatement phosphorylé par l'hexokinase en fluorodésoxyglucose-6-phosphate, forme sous laquelle il ne peut plus quitter la cellule. L'hydroxyle 2 est nécessaire à la métabolisation complète du glucose, son absence dans le FDG bloquant par conséquent sa dégradation, ce qui fait de la fixation du 18F-FDG observée par TEP une image fidèle de la façon dont est distribuée dans l'organisme l'absorption et la phosphorylation du glucose.
Lorsque 18F s'est désintégré en 18O−, celui-ci récupère un proton d'un cation hydronium H3O+ du cytosol pour former une molécule de glucose-6-phosphate « marquée » à l'oxygène 18, lequel est non radioactif et sans conséquence sur la métabolisation de la molécule, qui se déroule par la suite normalement.
L'analyse fine de l'élimination du 18F-FDG montre qu'environ les trois quarts de la dose absorbée sont fixés par les cellules et éliminés au gré de la désintégration radioactive du 18F, c'est-à-dire avec une demi-vie d'environ 110 min, tandis qu'environ un cinquième de cette dose est éliminé directement par voie rénale avec une demi-vie de seulement 16 min, de sorte que l'urine des patients ayant absorbé du 18F-FDG demeure significativement radioactive plusieurs heures après l'administration de la molécule.